# Richard Juhlin
Erik Richard Juhlin, född 11 september 1962 är en svensk idrottslärare,  champagnekännare och fackboksförfattare till flera  internationellt spridda böcker om champagne. År 2013 uppgick antalet champagner som han hade provat och poängbedömt under åren till 8 000. Juhlin utnämndes 2002 till riddare (chevalier) av den franska orden Ordre du Mérite agricole
I november 2021 kom han ut med Champagne Magnum Opus, en bok som sammanfattade hela hans livsverk i och kartlade över 13 000 olika champagner.
Juhlin utbildade sig till idrottslärare vid Gymnastik- och idrottshögskolan, och har varit idrottslärare i Mälarhöjdens skola. Han var sommarpratare i Sveriges Radio P1 2005.